# 保合少镇
保合少镇，是中华人民共和国内蒙古自治区呼和浩特市新城区下辖的一个乡镇级行政单位。

## 行政区划
保合少镇下辖以下地区：
古路板村、野马图村、保合少村、庄子村、水泉村、甲兰板村、恼包村、水磨村、奎素村、面铺窑村和大窑村。